# The Siege of Rhodes
The Siege of Rhodes (en français Le Siège de Rhodes) est un opéra anglais composé sur un texte de l'impresario William Davenant. La partition est de cinq compositeurs, la partie vocale est d'Henry Lawes, Matthew Locke et du capitaine Henry Cooke, et la partie instrumentale est de Charles Coleman et George Hudson. Cet opéra est considéré comme le premier opéra anglais.
La première représentation de la première partie du siège de Rhodes a eu lieu dans un petit théâtre construit au domicile de Davenant, la Rutland House, en 1656. Une permission spéciale a dû être obtenue du gouvernement puritain d'Oliver Cromwell, les représentations dramatiques étaient alors interdites et tous les théâtres publics fermés. Davenant a eu l'autorisation en appelant le spectacle « musique récitative », la musique était toujours autorisée. L'opéra a été publié en 1656 sous le titre évocateur de The siege of Rhodes made a representation by the art of prospective in scenes, and the story sung in recitative musick, at the back part of Rutland-House in the upper end of Aldersgate-Street, London. Une réédition en 1659 donne comme lieu de représentation le Cock-pit à Drury Lane, un théâtre connu fréquenté par Samuel Pepys après la Restauration (1660).  La production Rutland House comptaient la première actrice professionnelle anglaise,  Mrs. Coleman.
La seconde partie de The Siege of Rhodes suit entre 1657 et 1659 et est publié en 1663.
Le récit est fondé sur le siège de Rhodes de 1522 par la flotte du sultan ottoman Soliman le Magnifique. Les partitions de l'opéra sont considérées comme perdues, par contre les esquisses des décors de John Webb, une innovation à cette époque, sont toujours existantes.

## Sources
- (en) Cet article est partiellement ou en totalité issu de l’article de Wikipédia en anglais intitulé « The Siege of Rhodes » (voir la liste des auteurs).